# Supercopa de Mauritania
La Supercopa de Mauritania es un campeonato de fútbol celebrado en Mauritania, el cual se celebra a un solo partido entre el campeón de la Liga mauritana de fútbol y la Copa mauritana de fútbol. La primera edición se celebró en el año 2003.

## Campeones
| Temporada | Campeón           | Resultado        | Finalista         | Sede de la final                     |
| --------- | ----------------- | ---------------- | ----------------- | ------------------------------------ |
| 2003      | ASC Nasr          | 2 – 1            | ASC Entente       | Stade Olympique, Nuakchot            |
| 2010      | ASC Tevragh Zeïna | 3 – 1            | CF Cansado        | Stade Olympique, Nuakchot            |
| 2011      | FC Nouadhibou     | 2 – 0            | ASC Tevragh Zeïna | Stade Olympique, Nuakchot            |
| 2012      | ASAC Concorde     | 2 – 1            | ASC Tevragh Zeïna | Stade Olympique, Nuakchot            |
| 2013      | FC Nouadhibou     | 2 – 0            | ASC Nasr Zem Zem  | Stade Olympique, Nuakchot            |
| 2014      | ACS Ksar          | 1 – 0            | FC Nouadhibou     | Stade Olympique, Nuakchot            |
| 2015      | ASC Tevragh Zeïna | 1 – 1 (5–4 pen.) | ACS Ksar          | Stade Municipal, Nouadhibou          |
| 2016      | ASC Tevragh Zeïna | 6 – 0            | ASAC Concorde     | Stade Olympique, Nuakchot            |
| 2017      | ASAC Concorde     | 2 – 2 (4–3 pen.) | FC Nouadhibou     | Stade Municipal, Kaédi               |
| 2018      | FC Nouadhibou     | 4 – 2            | ASAC Concorde     | Stade Cheikha Ould Boïdiya, Nuakchot |
| 2019      | ASC SNIM          | 1 – 0            | ASC Kédia         |                                      |
| 2020      | FC Tevragh-Zeina  |                  | ASC SNIM          | Stade Cheikha Ould Boïdiya, Nuakchot |
| 2021      | ASAC Concorde     | 0 – 0 (6–5 pen.) | FC Tevragh-Zeina  |                                      |

## Títulos por club
| Club               | Ciudad     | Campeón | Años campeón     |
| ------------------ | ---------- | ------- | ---------------- |
| FC Nouadhibou      | Nouadhibou | 3       | 2011, 2013, 2018 |
| ASC Tevragh Zeïna  | Nuakchot   | 3       | 2010, 2015, 2016 |
| ASAC Concorde      | Nuakchot   | 3       | 2012, 2017, 2021 |
| ACS Ksar           | Nuakchot   | 1       | 2014             |
| ASC Nasr de Sebkha | Sebkha     | 1       | 2003             |
| ASC SNIM           | Nouadhibou | 1       | 2019             |

## Controversia en la Supercopa de 2015
En noviembre de 2015, Mohamed Ould Abdel Aziz, Presidente de Mauritania, reportó que la Supercopa de Mauritania de 2015 tenía que finalizar con penalties porque se estaba aburriendo con el partido, pero la Federación de Fútbol de la República Islámica de Mauritania niega dichas aclaraciones del Presidente.